# Sopho Khalvachi
Sopho Khalvachi, née le 31 mai 1986 à Batoumi, est une chanteuse géorgienne. Elle est la gagnante du concours des jeunes interprètes géorgiens École de Nutsa en 2004.
Elle a également remporté la troisième place au concours New Wave à Jurmala en 2006. 
Elle a représenté son pays au Concours Eurovision de la chanson 2007 où elle a fini à la 12e place avec 97 points.